# 제로님 프라슈스키

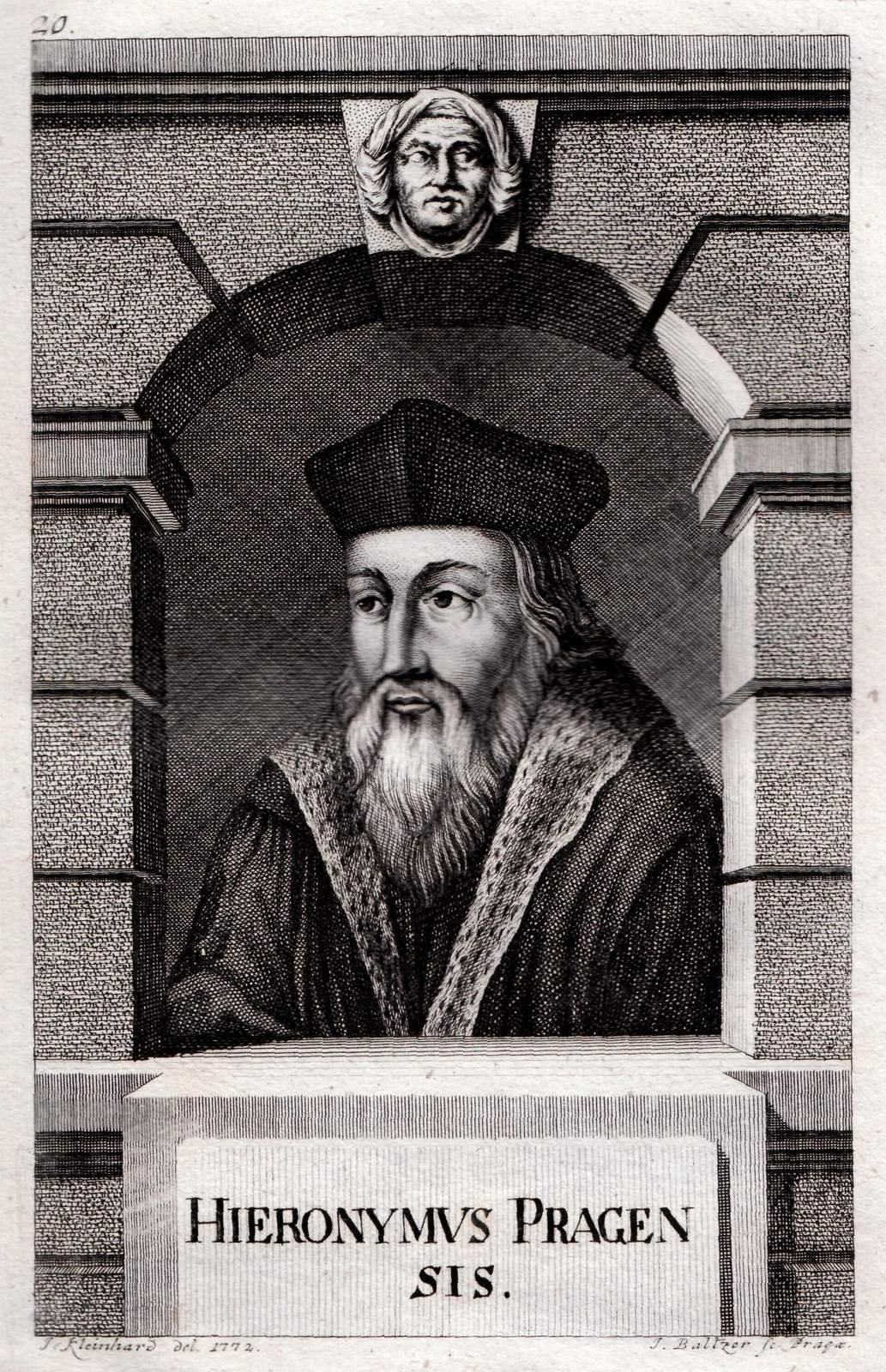
프라하의 제롬 요한 발저 작품

프라하의 제롬(체코어: Jeroným Pražský, 1379년 ~ 1416년 5월 30일) 또는 예로님 프라즈스끼는 체코의 철학자, 신학자, 종교개혁가, 그리고 교수였다. 제롬은 얀 후스의 영향을 많이 받았으며, 후스를 따른다고 해서 이름 붙여진 후스파였다. 서방교회의 콘스탄츠 공의회에서 이단으로 몰려 화형당했다. 그는 종종 그의 이름의 라틴어 형태인 히에로니무스로 불린다.

## 생애

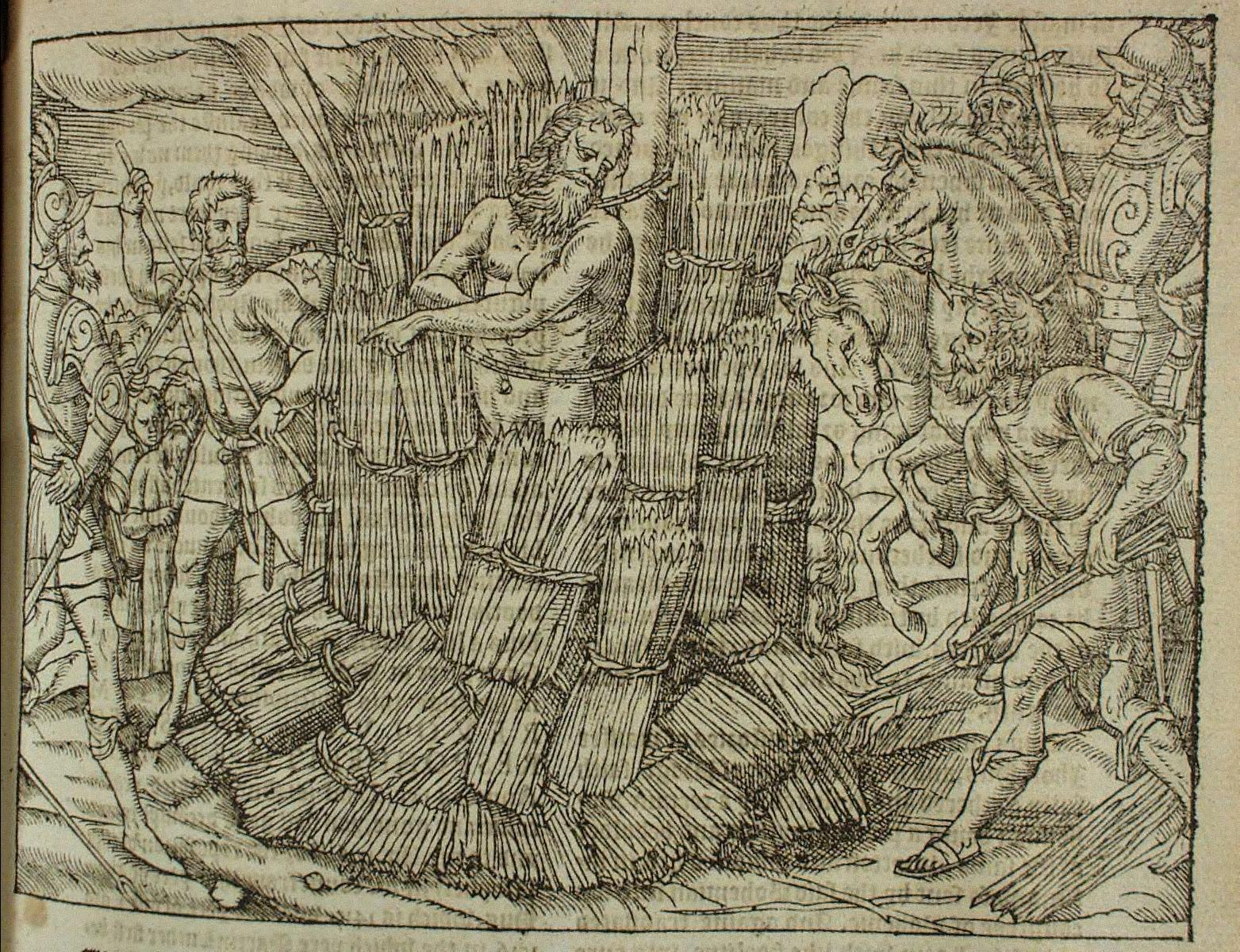
프라하의 제롬의 화형, 존 폭스의 책 순교자 (1563)

제롬은 1379년 보헤미아 왕국(지금은 체코 공화국) 프라하에서 태어나, 프라하의 카렐 대학교을 졸업하고 옥스포드 대학교에서 공부하고 존 위클리프의 가르침을 깊게 알게 되었다. 그는 철학자, 신학자, 종교개혁가로서 자신의 삶을 헌신하였고, 잘못된 교회의 부패와 교리를 개혁하려고 했다. 그러나 그는 지속적으로 감옥에 들어가고 나오는 삶을 살았다.
1412년 고향에서 교황의 면죄부 판매에 대한 저항에 참여했고 1415년 봄에는 얀 후스를 돕기 위한 종교재판에서 그를 위해 증언하였다. 그러다가 그 역시 투옥되었고 종교재판에 회부되었다. 오랜 감옥생활과 긴 심문으로 한때 후스의 주장을 포기하기도 하였지만 다시 후스가 진리의 증인임을 선언하였고 결국 1416년 5월 30일 콘스탄츠에서 화형을 당했다.

## 프라하 제로님의 집
체코 프라하의 제즈니츠까 거리에 우 모드레호 르바 라는 저택이 있는데 이 곳에 제로님의 기념현판이 붙어 있다. 제로님 순교 500주년인 1916년에 콘스탄츠연합 프라하 지부에서 만든 기념현판을 이 건물에 만들어 붙였는데 이 현판에는 콘스탄츠에서 화염에 싸인 장작더미 가운데 대학 가운을 입고 가슴에는 성경이 그려진 제로님을 묘사하고 있다.
이 현판에는 "제로님 선생 1416년 5월 30일 타오르는 말뚝의 화염속으로 사라지다."라고 써있고 동판의 가장자리에는
| “ | 후스에게는 믿음의 동역자, 진리의 수호자, 예수의 증인 | ” |

이라고 새겨져 있다.